# Joseph Muscat
Joseph Muscat (Pietà, 22 januari 1974) is een Maltees politicus voor de sociaaldemocratische arbeiderspartij Malta Labour Party (MLP)/Partit Laburista (PL). Van 11 maart 2013 tot 13 januari 2020 was Muscat de premier van Malta, als opvolger van Lawrence Gonzi. Eerder was Muscat oppositieleider en van 2004 tot 2008 lid van het Europees Parlement.

## Panama Papers
In 2016 waren twee naaste medewerkers van Muscat met twee bedrijven betrokken bij het Panama Papers-schandaal: minister Konrad Mizzi en de stafchef van de premier Keith Schembri. In 2017 beweerde journalist/blogger Daphne Caruana Galizia dat Muscats echtgenote Michelle een derde bedrijf in Panama had, genaamd Egrant. Oppositieleider Simon Busuttil uitte aantijgingen ten aanzien van overboekingen van aanzienlijke geldbedragen naar Egrant. Muscat en zijn vrouw ontkenden de claims en Muscat verzocht om een onafhankelijk onderzoek, waarbij de aantijgingen “de grootste politieke leugen in de politieke geschiedenis van Malta” werden genoemd. Muscat benadrukte dat hij de waarheid aan zijn zijde had en dat hij Malta wilde beschermen tegen onzekerheid. Hij schreef vervolgens nieuwe verkiezingen uit. Corruptiebestrijding werd de strijdkreet van de Nationalistische Partij bij de verkiezingscampagne. Het houden van een onverwachte verkiezing in de laatste maanden van het roulerende voorzitterschap van Malta in de EU-Raad werd in Brussel met scepsis bekeken.
Bij het onafhankelijke onderzoek onder leiding van magistraat Aaron Bugeja werden er 477 getuigen geïnterviewd. Internationale forensische experts doorzochten duizenden (digitale) documenten uit meerdere bronnen. Het onderzoek vereiste de samenwerking van vijf landen (inclusief Panama en Duitsland) en omvatte meer dan 15 maanden. De resultaten van het onderzoek zijn op 22 juli 2018 openbaar gemaakt (hoewel het eindrapport van het onderzoek nooit openbaar is gepubliceerd). Het onderzoek vond vervalste handtekeningen en van elkaar afwijkende getuigenissen. Het vond echter geen bewijs dat de premier, zijn vrouw of hun familie een band had met het bedrijf Egrant. Joseph Muscat definieerde de Egrant-beschuldigingen als een "onbetwiste en doorwrochte” poging tot een politieke frame.

## Aftreden
Na de moord op journaliste Daphne Caruana Galizia en daarop volgende protesten op Malta, gaf Muscat in december 2019 aan af te zullen aftreden zodat zijn partij voor die tijd een opvolger kon kiezen. Op 13 januari trad hij af. Zijn opvolger is Robert Abela. Sinds oktober 2020 is hij tevens afgetreden als parlementslid.

## Onderzoeken
De Permanente Commissie tegen Corruptie onderzoekt Muscat vanwege geschenken die hij had gekregen van zakenman Yorgen Fenech, die ervan wordt beschuldigd het brein te zijn achter de moord op journalist Daphne Caruana Galizia. In augustus 2020 werd Muscat door de politie ondervraagd in de zaak van de moord naar aanleiding van opmerkingen van Fenech. In december 2020 verscheen Muscat voor een openbaar verhoor over de moord; hij bevestigde nauwe contacten met Fenech te hebben, maar ontkende iets te weten over een moordcomplot.
De Partit Nazzjonalista (PN)/Nationalist Party (NP) en de Democratische Partij hebben in januari 2020 de commissaris George Hyzler onderzoek gevraagd te doen naar zijn ethisch handelen ten aanzien van de vele privévliegreizen die hij en zijn vrouw en tweelingdochters maakten. Hyzler concludeerde dat een derde de reizen had betaald en dat Muscat de Ministerial Code of Ethics niet had geschonden.